# Galactosildiacilglicerol alfa-2,3-sialiltransferasa
La galactosildiacilglicerol alfa-2,3-sialiltransferasa (EC 2.4.99.5) es una enzima que cataliza la siguiente reacción química:
CMP-N-acetilneuraminato + 1,2-diacil-3-β-D-galactosil-sn-glicerol {\displaystyle \rightleftharpoons } CMP + 1,2-diacil-3-[3-(α-D-N-acetilneuraminil)-β-D-galactosil]-sn-glicerol
Por lo tanto los dos sustratos de esta enzima son el CMP-N-acetilneuraminato y 1,2-diacil-3-β-D-galactosil-sn-glicerol, mientras que sus dos productos son CMP, 1,2-diacil-3-[3-(α-D-N-acetilneuraminil)-β-D-galactosil]-sn-glicerol.

## Clasificación
Esta enzima pertenece a la familia de las transferasas, específicamente a aquellas glicosiltransferasas que no transfieren grupos hexosil ni pentosil.

## Nomenclatura
El nombre sistemático de esta clase de enzimas es CMP-N-acetilneuraminato:1,2-diacil-3-β-D-galactosil-sn-glicerol N-acetilneuraminiltransferasa.

## Papel biológico
Esta enzima participa en el metabolismo de los glicerolípidos.